# Уимбълдън 2011
Уимбълдън 2011 е тенис турнир на трева. Това е 125-ото му издание и трето състезание от Големия шлем за годината. Провежда се на кортовете в Лондон от 20 юни до 3 юли 2011 г.

## Сингъл

### Сингъл мъже
| Шампион            | Шампион            | Финалист         | Финалист       |
| ------------------ | ------------------ | ---------------- | -------------- |
| 1 Новак Джокович   | 1 Новак Джокович   | 2 Рафаел Надал   | 2 Рафаел Надал |
| Полуфиналисти      |                    |                  |                |
| 3 Жо-Вилфрид Цонга | 3 Жо-Вилфрид Цонга | 4 Анди Мъри      | 4 Анди Мъри    |
| Четвъртфиналисти   |                    |                  |                |
| 5 Марди Фиш        | 6 Фелисиано Лопез  | 7 Роджър Федерер | 8 Бърнар Томич |

### Сингъл жени
| Шампионка           | Шампионка           | Финалистка       | Финалистка           |
| ------------------- | ------------------- | ---------------- | -------------------- |
| 1 Петра Квитова     | 1 Петра Квитова     | 2 Мария Шарапова | 2 Мария Шарапова     |
| Полуфиналистки      |                     |                  |                      |
| 3 Виктория Азаренка | 3 Виктория Азаренка | 4 Сабине Лизицки | 4 Сабине Лизицки     |
| Четвъртфиналистки   |                     |                  |                      |
| 5 Цветана Пиронкова | 6 Тамира Пашек      | 7 Марион Бартоли | 8 Доминика Цибулкова |

## Двойки

### Двойки мъже
Боб Браян /  Майк Браян

### Двойки жени
Квета Пешке /  Катарина Сработник

### Смесени двойки
Юрген Мелцер /  Ивета Бенешова